# Центральный банк Барбадоса
Центральный банк Барбадоса (англ. Central Bank of Barbados) — центральный банк государства Барбадос.

## История
До 1938 года банкноты для Барбадоса выпускали несколько частных банков. В 1938—1951 годах банкноты выпускало правительство Барбадоса. 1 августа 1951 года монопольное право эмиссии банкнот получило Управление денежного обращения Карибских территорий.
В мае 1972 года учреждён государственный Центральный банк Барбадоса.